# Sphaeroma terebrans
Sphaeroma terebrans là một loài chân đều trong họ Sphaeromatidae. Loài này được Bate miêu tả khoa học năm 1866.